# Chuột lắt
Chuột lắt (Rattus exulans), còn được người Māori gọi là kiore, là một loài chuột phổ biến. Chuột lắt bắt nguồn từ Đông Nam Á, và giống những loài tương tự, lan rộng ra hầu hết đảo Polynesia, gồm New Zealand, đảo Phục Sinh, và Hawaii. Đây là một trong những loài chuột có khả năng thích ứng cao, sống ở nhiều môi trường, từ đồng cỏ tới rừng rậm. Nó cũng hay có mặt tại chỗ ở con người, nơi chúng có thể dễ dàng kiếm ra thức ăn. Nó là một loài gây hại trên hầu hết phạm vi phân bố.

## Mô tả
Chuột lắt có bề ngoài tương tự như loài chuột, như chuột nâu hay chuột đen. Nó có tai to, tròn, mõm nhọn, bộ lông nâu/đen với phần bụng nhạt màu, bàn chân khá nhỏ. Cơ thể nó ôm, dài, đạt chiều dài 6 in (15 cm) từ mũi đến gốc đuôi, hơi nhỏ hơn những loài chuột khác thường sống gần người. Khi sống trên đảo nhỏ, nó cũng thường nhỏ hơn [dài chừng 4,5 in (11 cm)].